# Ipueiras (Ceará)
Ipueiras è un comune del Brasile nello Stato del Ceará, parte della mesoregione del Noroeste Cearense e della microregione di Ipu.